# Aleksandra Radenovic
 (mai 2023).
Aleksandra Radenovic, née en 1975 en Croatie, est une biophysicienne suisse et croate. Ses recherches portent sur le développement d'outils expérimentaux pour étudier la biophysique des molécules uniques. Elle est professeur de génie biologique à l'École Polytechnique Fédérale de Lausanne (EPFL) et dirige le Laboratoire de biologie à l'échelle nanométrique,.

## Carrière
Aleksandra Radenovic a étudié la physique à l'Université de Zagreb où elle a rédigé sa thèse sur la spectroscopie Raman du bêta-carotène. Elle a ensuite rejoint le Laboratoire de physique du vivant de Giovanni Dietler, alors situé à l'Université de Lausanne, et a obtenu en 2003 un doctorat sur la cryomicroscopie à force atomique. Pour ses études postdoctorales, elle travaille à l'université de Californie, à Berkeley, avec Jan Liphardt. En 2008, elle devient professeur assistant à l'EPFL, où elle a créé le Laboratoire de biologie nanométrique. In 2015, elle est promue professeur associée.

## Recherche
Le domaine de recherche d'Aleksandra Radenovic est le développement de techniques expérimentales pour l'étude de la biologie moléculaire et cellulaire à l'aide de biocapteurs et d'imagerie optique. Elle s'intéresse en particulier à la biophysique des molécules uniques,.
Ses recherches suivent trois trajectoires principales. Premièrement, elle utilise des nanopores appliqués sur des membranes de matériaux 2d en suspension, des membranes standard en nitrure de silicium et des nanocapillaires en verre pour étudier et manipuler des molécules uniques,,. Aleksandra Radenovic étudie la fonction des molécules uniques, en particulier les interactions entre protéines et acides nucléiques, par le biais de pinces optiques, d'un système de clé optique, d'un piège électrocinétique anti-Brownien et d'une combinaison de nanopores ou de nanocapillaires avec des pinces optiques,,. Enfin, à partir de la microscopie de localisation de molécules uniques, elle conçoit des microscopes optiques à super-résolution pour extraire des informations quantitatives sur les molécules uniques,,.

## Sélection de publications
- Jean Comtet, Benoit Grosjean, Evgenii Glushkov, Ahmet Avsar, Kenji Watanabe, Takashi Taniguchi, Rodolphe Vuilleumier, Marie-Laure Bocquet et Aleksandra Radenovic, « Direct observation of water-mediated single-proton transport between HBN surface defects », Nature Nanotechnology, vol. 15, no 7,‎ 2020, p. 598–604 (PMID 32451503, DOI 10.1038/s41565-020-0695-4, Bibcode 2020NatNa..15..598C, arXiv 1906.09019, S2CID 195316901)
- A. Descloux, K. S. Grußmayer et A. Radenovic, « Parameter-free image resolution estimation based on decorrelation analysis », Nature Methods, vol. 16, no 9,‎ 2019, p. 918–924 (PMID 31451766, DOI 10.1038/s41592-019-0515-7, S2CID 201090412, lire en ligne)
- Michal Macha, Sanjin Marion, Vishal V. R. Nandigana et Aleksandra Radenovic, « 2D materials as an emerging platform for nanopore-based power generation », Nature Reviews Materials, vol. 4, no 9,‎ 2019, p. 588–605 (DOI 10.1038/s41578-019-0126-z, Bibcode 2019NatRM...4..588M, S2CID 199466502, lire en ligne)
- Michael Graf, Martina Lihter, Dmitrii Unuchek, Aditya Sarathy, Jean-Pierre Leburton, Andras Kis et Aleksandra Radenovic, « Light-Enhanced Blue Energy Generation Using MoS2 Nanopores », Joule, vol. 3, no 6,‎ 2019, p. 1549–1564 (DOI 10.1016/j.joule.2019.04.011 , S2CID 119079145)
- Jean Comtet, Evgenii Glushkov, Vytautas Navikas, Jiandong Feng, Vitaliy Babenko, Stephan Hofmann, Kenji Watanabe, Takashi Taniguchi et Aleksandra Radenovic, « Wide-Field Spectral Super-Resolution Mapping of Optically Active Defects in Hexagonal Boron Nitride », Nano Letters, vol. 19, no 4,‎ 2019, p. 2516–2523 (PMID 30865468, DOI 10.1021/acs.nanolett.9b00178, Bibcode 2019NanoL..19.2516C, arXiv 1901.06989, S2CID 76661899)
- Jiandong Feng, Hendrik Deschout, Sabina Caneva, Stephan Hofmann, Ivor Lončarić, Predrag Lazić et Aleksandra Radenovic, « Imaging of Optically Active Defects with Nanometer Resolution », Nano Letters, vol. 18, no 3,‎ 2018, p. 1739–1744 (PMID 29393651, DOI 10.1021/acs.nanolett.7b04819, Bibcode 2018NanoL..18.1739F, arXiv 1706.06313, S2CID 46883656)
- Jiandong Feng, Ke Liu, Michael Graf, Dumitru Dumcenco, Andras Kis, Massimiliano Di Ventra et Aleksandra Radenovic, « Observation of ionic Coulomb blockade in nanopores », Nature Materials, vol. 15, no 8,‎ 2016, p. 850–855 (PMID 27019385, DOI 10.1038/nmat4607, Bibcode 2016NatMa..15..850F, lire en ligne)
- Jiandong Feng, Michael Graf, Ke Liu, Dmitry Ovchinnikov, Dumitru Dumcenco, Mohammad Heiranian, Vishal Nandigana, Narayana R. Aluru, Andras Kis et Aleksandra Radenovic, « Single-layer MoS2 nanopores as nanopower generators », Nature, vol. 536, no 7615,‎ 2016, p. 197–200 (PMID 27409806, DOI 10.1038/nature18593, Bibcode 2016Natur.536..197F, S2CID 4447903, lire en ligne)
- Jiandong Feng, Ke Liu, Roman D. Bulushev, Sergey Khlybov, Dumitru Dumcenco, Andras Kis et Aleksandra Radenovic, « Identification of single nucleotides in MoS2 nanopores », Nature Nanotechnology, vol. 10, no 12,‎ 2015, p. 1070–1076 (PMID 26389660, DOI 10.1038/nnano.2015.219, Bibcode 2015NatNa..10.1070F, arXiv 1505.01608, S2CID 8087282)
- F. Traversi, C. Raillon, S. M. Benameur, K. Liu, S. Khlybov, M. Tosun, D. Krasnozhon, A. Kis et A. Radenovic, « Detecting the translocation of DNA through a nanopore using graphene nanoribbons », Nature Nanotechnology, vol. 8, no 12,‎ 2013, p. 939–945 (PMID 24240429, DOI 10.1038/nnano.2013.240, Bibcode 2013NatNa...8..939T, lire en ligne)

- (en) Cet article est partiellement ou en totalité issu de l’article de Wikipédia en anglais intitulé « Aleksandra Radenovic » (voir la liste des auteurs).